# Котляревский, Тимофей Терентьевич
Тимофей Терентьевич Котляревский (ум.18 февраля 1800 г.) — генерал-майор, войсковой атаман Черноморского казачьего Войска.
Т. Котляревский не принимал непосредственного участия в организации Черноморского казачьего войска и после разгрома Запорожской Сечи служил в Самарском земском правлении, затем у азовского генерал-губернатора.
В начале Русско-турецкой войны (1787—1792) вступил в Черноморское казачье войско и участвовал в сражениях, особенно отличившись под Измаилом.
В 1789 г., когда запорожцы находились ещё в Черноморьи между Бугом и Днестром, казаки избрали его Войсковым писарем. Входил в состав войскового правительства, рассматривал вместе с З. Чепегой и А. Головатым все текущие дела войска. В этой должности он прибыл с черноморцами на Кубань.
В 1797 г., после смерти кошевого атамана Чепеги и в связи с отсутствием Головатого, находящегося в походе, Т. Котляревский, будучи старшим войсковым должностным лицом, поехал в Петербург на коронацию Павла I. Положение главного старшины в войске открыло Котляревскому доступ к атаманской булаве.
Он был принят монархом, видимо, понравился ему, и 27 июля 1797 г. император назначил его войсковым атаманом. Таким образом Котляревский стал первым атаманом, не избранным казаками, а назначенным свыше.
Черноморцы не сразу смирились с лишением их древнего права избирать себе атаманов. Казаки требовали выбора атамана, соблюдения запорожских обычаев, вербовали в свой круг других казаков, и многие к ним присоединялись. Котляревский скрылся в Усть-Лабинской крепости, и в Екатеринодар оттуда прибыли регулярные войска. Ставшие лагерем за городом, недовольные казаки решили послать к Павлу своих депутатов с ходатайством об удовлетворении своих требований. Но Котляревский не решался выступить перед властями с подобным ходатайством и возмущенные казаки решили наказать навязанного им свыше атамана. Толпа бросилась к его дому, но Т. Котляревского там не нашла, он заблаговременно скрылся, опередил их, поспешил уехать в Петербург, явился к Павлу I с личным докладом, представил все это как бунт, и прибывшие в Петербург казаки-депутаты в Гатчине были арестованы и заключены в Петропавловскую крепость. Под суд было отдано 222 человека. Судебная волокита длилась 4 года. 55 заключенных умерли, не дождавшись суда. Руководителей восстания Дикуна, Шмалько и других, а также членов депутации судили в Петербурге. К повешению были приговорены 165 человек. Царь «смягчил» приговор, заменив смертную казнь кнутом и розгами. Оставшихся в живых отправили в вечную ссылку на каторжные работы. Это восстание вошло в историю под названием «Персидский бунт».
Войсковой атаман Котляревский большую часть времени проживал в Петербурге, там он чувствовал себя гораздо спокойнее. Из столицы же слал на Кубань массу приказов и распоряжений,
Когда черноморцы несколько успокоились, Т. Котляревский возвратился на Кубань, и чувствуя себя больным и старым, 15 ноября 1799 добровольно отказался от атаманского поста, указав на подполковника Ф. Я. Бурсака, как на достойного кандидата в войсковые атаманы.
18 февраля 1800 г. «от долговременной болезни» умер.